# L'uomo dagli occhi di ghiaccio
L'uomo dagli occhi di ghiaccio è un film del 1971 diretto da Alberto De Martino.

## Trama
Ad Albuquerque, nel New Mexico, un ex senatore viene ucciso sotto casa. I sospetti cadono sul messicano Carlos Valdez, suo oppositore politico recentemente uscito dal carcere. Eddie Mills, giovane cronista dell'Albuquerque Sentinel, indaga sull'accaduto, ottenendo la testimonianza della bella Ann Saxe, che dice di aver visto un complice di Valdez, un misterioso "uomo dagli occhi di ghiaccio", la sera dell'omicidio. Questi viene condannato a morte, ma ulteriori indagini portano Mills, assistito dall'amico e collega John Hammond, a smascherare Ann, complice del vero assassino, Davis, l'editore del giornale, ricattato dal senatore per un affare di corruzione. Nonostante un astrologo predica a Mills una morte violenta prima della mezzanotte del giorno in cui, proprio a quell'ora, Valdez deve entrare nella camera a gas, il giornalista viene solo ferito da Davis, assicurato alla giustizia assieme ad Ann. L'uomo può così tornare in libertà.